# Herminia assimilis
Herminia assimilis är en fjärilsart som beskrevs av Otto Staudinger 1888. Herminia assimilis ingår i släktet Herminia och familjen nattflyn. Inga underarter finns listade i Catalogue of Life.